# Stàraia Txigla
Stàraia Txigla (en rus: Старая Чигла) és un poble de l'óblast de Vorónej, a Rússia, segons el cens del 2010 tenia 792 habitants.